# Pseudanophthalmus pholeter
Pseudanophthalmus pholeter är en skalbaggsart som beskrevs av Krekeler. Pseudanophthalmus pholeter ingår i släktet Pseudanophthalmus och familjen jordlöpare. Inga underarter finns listade i Catalogue of Life.